# Deutsche Leichtathletik-Meisterschaften 1968
Die 68. Deutschen Leichtathletik-Meisterschaften wurden vom 16. bis 18. August 1968 im Berliner Olympiastadion ausgetragen.

## Wettbewerbsprogramm
Eine weitere Disziplin-Aufstockung gab es bei den Frauen: Die Laufstrecke über 1500 Meter wurde nun Teil des Meisterschaftsprogramms, allerdings in diesem Jahr noch als ausgelagerter Wettbewerb ausgetragen – siehe unten. Außerdem wurde für die Frauen erstmals auch der 100-Meter-Hürdenlauf ins Programm genommen, der vom kommenden Jahr an die bis dahin üblichen 80 m Hürden vollständig ablösen sollte. In diesem Jahr wurde die neue Disziplin noch als ausgelagerter Wettbewerb gemeinsam mit den 1500 Metern in Geretsried ausgetragen, während die 80 m Hürden letztmals im Hauptprogramm in Berlin durchgeführt wurden.

## Ausgelagerte Disziplinen
Außerdem wurden wie in den Jahren zuvor weitere Meisterschaftstitel an verschiedenen anderen Orten vergeben, in der folgenden Auflistung in chronologischer Reihenfolge benannt.
- Waldläufe – Karlsruhe, 21. April mit Einzel- / Mannschaftswertungen auf zwei Streckenlängen für die Männer (Mittel- / Langstrecke) und einer Mittelstrecke für die Frauen mit jeweils Einzel- / Mannschaftswertungen
- 50-km-Gehen (Männer) – Friedrichsgabe, 21. Juli mit Einzel- und Mannschaftswertung
- 1500 m (Frauen) / 100-Meter-Hürdenlauf (Frauen) – Geretsried, 21. Juli
- Marathonlauf (Männer) – Berlin, 31. August mit Einzel- / Mannschaftswertung[2][3]
- Langstaffeln, Frauen: 3 × 800 m / Männer: 3 × 1000 m sowie

Mehrkämpfe (Frauen: Fünfkampf) / (Männer: Fünf- und Zehnkampf) – Hannover, 31. August/1. September mit Einzel- und Mannschaftswertungen

## Rekorde
Martin Jellinghaus (TSV 1860 München) egalisierte mit 20,6 s den von Manfred Germar gehaltenen deutschen Rekord (DRe) über 200 Meter.

## Medaillengewinner Männer
Die folgenden Übersichten fassen die Medaillengewinner und -gewinnerinnen zusammen. Eine ausführlichere Übersicht mit den jeweils ersten sechs in den einzelnen Disziplinen findet sich unter dem Link Deutsche Leichtathletik-Meisterschaften 1968/Resultate.
| Disziplin                                   | Gold                                                                                | Leistung             | Silber                                                                                       | Leistung              | Bronze                                                                 | Leistung              |
| ------------------------------------------- | ----------------------------------------------------------------------------------- | -------------------- | -------------------------------------------------------------------------------------------- | --------------------- | ---------------------------------------------------------------------- | --------------------- |
| 100 m                                       | Gert Metz (USC Mainz)                                                               | 10,3 s0000           | Gerhard Wucherer (TSV München-Ost)                                                           | 10,3 s00              | Karl-Peter Schmidtke (SV Salamander Kornwestheim)                      | 10,4 s00              |
| 200 m                                       | Martin Jellinghaus (TSV 1860 München)                                               | 20,6 s DRe           | Jochen Eigenherr (TSV Bayer 04 Leverkusen)                                                   | 20,7 s00              | Gert Metz (USC Mainz)                                                  | 20,9 s00              |
| 400 m                                       | Martin Jellinghaus (TSV 1860 München)                                               | 46,0 s0000           | Helmar Müller (VfB Stuttgart)                                                                | 46,2 s00              | Manfred Kinder (Wuppertaler SV)                                        | 46,3 s00              |
| 800 m                                       | Walter Adams (SV Salamander Kornwestheim)                                           | 1:47,7 min00         | Franz-Josef Kemper (Preußen Münster)                                                         | 1:48,3 min            | Dirk von Maltitz (ASC Darmstadt)                                       | 1:49,2 min            |
| 1500 m                                      | Bodo Tümmler (SCC Berlin)                                                           | 3:43,6 min00         | Arnd Krüger (TSV Bayer 04 Leverkusen)                                                        | 3:45,3 min            | Volker Panzer (TSV Unterhaching)                                       | 3:47,2 min            |
| 5000 m                                      | Harald Norpoth (Preußen Münster)                                                    | 14:05,0 min00        | Wolfgang Falke (VfL Bochum)                                                                  | 14;08,6 min           | Werner Girke (VfL Wolfsburg)                                           | 14:08,8 min           |
| 10.000 m                                    | Manfred Letzerich (Eintracht Wiesbaden)                                             | 29:17,8 min00        | Lutz Philipp (ASC Darmstadt)                                                                 | 29:18,6 min           | Joachim Ließ (SV Polizei Hamburg)                                      | 29:33,8 min           |
| Marathon                                    | Hubert Riesner (SCC Berlin)                                                         | 2:20:54,6 h0000      | Karl-Heinz Sievers (Preussen Krefeld)                                                        | 2:21:20,0 h00         | Paul Angenvoorth (FC Bayer 05 Uerdingen)                               | 2:22:49,6 h00         |
| Marathon, Mannschaftswertung                | ASC DarmstadtHans Hellbach Walter Weba Helmut Reitz                                 | 7:28:27 h00000       | Preussen KrefeldKarl-Heinz Sievers Werner Lulies Hermann Tonnemann                           | 7:34:45 h000          | SCC BerlinHubert Riesner Hermann Brecht Kurt Petereit                  | 7:45:18 h000          |
| 110 m Hürden                                | Hinrich John (Hannover 96)                                                          | 13,9 s0000           | Werner Trzmiel (ASC Darmstadt)                                                               | 14,0 s00              | Günther Nickel (TSV Bayer 04 Leverkusen)                               | 14,3 s00              |
| 400 m Hürden                                | Rainer Schubert (TSV 1860 München)                                                  | 50,9 s0000           | Gerhard Hennige (ASC Darmstadt)                                                              | 51,7 s00              | Dieter Friedrich (Hannover 96)                                         | 52,2 s00              |
| 3000 m Hindernis                            | Klaus-Ludwig Brosius (Eintracht Duisburg)                                           | 8:39,8 min00         | Willi Wagner (TV Bad Dürkheim)                                                               | 8:40,4 min            | Gerd Mölders (FC Bayer 05 Uerdingen)                                   | 8:48,6 min            |
| 4 × 100 m Staffel                           | TSV 1860 MünchenWerner Fendt Martin Jellinghaus Volker Stöckel Armin Rosch          | 40,2 s0000           | SV Salamander KornwestheimDieter Enderlein Dieter Hübner Dieter Jurkschat Hans-Jürgen Felsen | 40,4 s00              | USC MainzWerner v. Moltke Günther Rudolph Günter Bill Wolfgang Ziegler | 40,8 s00              |
| 4 × 400 m Staffel                           | TSV Bayer 04 LeverkusenWolfgang Fischer Paul Wagner Gerhard Hennige Siegfried König | 3:06,9 min00         | Hammer SpVgWolfgang Grabitz Michael Grabitz Waldemar Knaak Wolfgang Roters                   | 3:12,1 min            | DJK WürzburgWilhelm Werner Anton Adam Hagen Stock Peter Bernreuther    | 3:13,4 min            |
| 3 × 1000 m Staffel                          | Preußen MünsterWolf-Jochen Schulte-Hillen Harald Norpoth Franz-Josef Kemper         | 7:13,0 min00         | TSV Bayer 04 LeverkusenHerbert Ochsenbruch Manfred Mentges Arnd Krüger                       | 7:19,0 min            | Hamburger SVBernhard Danger Udo-Jürgen Hennig Erk Maasch               | 7:19,4 min            |
| 20-km-Gehen                                 | Bernhard Nermerich (Eintracht Frankfurt)                                            | 1:29:52,0 h0000      | Julius Müller (Eintracht Frankfurt)                                                          | 1:30:52,8 h00         | Gerd Schuth (Hannover 96)                                              | 1:33:55,8 h00         |
| 20-km-Gehen, Mannschaftswertung             | Eintracht FrankfurtBernhard Nermerich Julius Müller Horst-Rüdiger Magnor            | 4:23:43,0 h0000      | TSV SalzgitterHeinz Mayr Karl-Heinz Pape Gerhard Weidner                                     | 4:44:33,8 h00         | Hannover 96Gerd Schuth Hans-Jürgen Paul Hannes Koch                    | 4:47:01,2 h00         |
| 50 km Gehen                                 | Bernhard Nermerich (Eintracht Frankfurt)                                            | 4:06:32,4 h0000      | Gerhard Weidner (TSV Salzgitter)                                                             | 4:17:15,2 h00         | Horst-Rüdiger Magnor (Eintracht Frankfurt)                             | 4:19:52,4 h00         |
| 50 km Gehen, Mannschaftswertung             | Eintracht FrankfurtBernhard Nermerich Horst-Rüdiger Magnor Julius Müller            | 12:55:48,4 h0000     | TSV SalzgitterGerhard Weidner Werner Hupfeld Heinz Mayr                                      | 13:35:47,2 h00        | SCC BerlinJörg Voswinckel Helmut Lewandowski Jörn Bartels              | 14:34:26,0 h00        |
| Hochsprung                                  | Thomas Zacharias (SCC Berlin)                                                       | 2,12 m               | Gunther Spielvogel (TSV Bayer 04 Leverkusen)                                                 | 2,12 m                | Ingomar Sieghart (TSV 1860 München)                                    | 2,12 m                |
| Stabhochsprung                              | Klaus Lehnertz (KSV Hessen Kassel)                                                  | 5,00 m               | Heinfried Engel (USC Mainz)                                                                  | 5,00 m                | Claus Schiprowski (TSV Bayer 04 Leverkusen)                            | 4,90 m                |
| Weitsprung                                  | Hermann Latzel (OSV Hörde)                                                          | 7,73 m               | Reinhold Boscherl (Stuttgarter Kickers)                                                      | 7,68 m                | Bernd Roos (1. FC Kaiserslautern)                                      | 7,61 m                |
| Dreisprung                                  | Michael Sauer (USC Mainz)                                                           | 16,11 m              | Günter Krivec (USC Mainz)                                                                    | 15,96 m               | Joachim Kugler (USC Mainz)                                             | 15,91 m               |
| Kugelstoßen                                 | Heinfried Birlenbach (Sportfreunde Siegen)                                          | 19,89 m              | Traugott Glöckler (USC Heidelberg)                                                           | 18,45 m               | Werner Heger (USC Heidelberg)                                          | 17,62 m               |
| Diskuswurf                                  | Hein-Direck Neu (USC Mainz)                                                         | 59,42 m              | Jens Reimers (Rot-Weiß Oberhausen)                                                           | 57,48 m               | Klaus-Peter Hennig (Preußen Münster)                                   | 56,46 m               |
| Hammerwurf                                  | Uwe Beyer (Holstein Kiel)                                                           | 69,52 m              | Hans Fahsl (TSV Bayer 04 Leverkusen)                                                         | 67,34 m               | Lutz Caspers (MSV Duisburg)                                            | 64,54 m               |
| Speerwurf                                   | Hermann Salomon (USC Mainz)                                                         | 80,50 m              | Klaus Wolfermann (SV Gendorf)                                                                | 80,20 m               | Rolf Herings (TSV Bayer 04 Leverkusen)                                 | 79,34 m               |
| Fünfkampf, 1965er W. 2. Zeile: 1985er Wert. | Horst Kley (SV Böblingen)                                                           | 3464 P (3587 P)      | Helmut Leitner (USC München)                                                                 | 3420 P (3523 P)       | Werner Schallau (SuS Schalke 96)                                       | 3358 P (3482 P)       |
| Fünfkampf, Mannschaftswertung               | Essener SV 1899Wolfgang Tilly Rainer Wessiepe Hillig                                | 9.674 P              | Polizei SV BerlinKlaus Beuschel Eckard Kaspar Wolfgang Kardetzky                             | 9.405 P               | TSV DorfmarkWerner Zumpe Kossel Neugebauer                             | 9.202 P               |
| Zehnkampf, 1965er W. 2. Zeile: 1985er Wert. | Werner von Moltke (USC Mainz)                                                       | 7768 P (7674 P)      | Hans-Joachim Walde (USC Mainz)                                                               | 7654 P (7516 P)       | Manfred Bock (Hamburger SV)                                            | 7361 P (7245 P)       |
| Zehnkampf, Mannschaftswertung               | TSV Bayer 04 LeverkusenHans-Joachim Perk Romberg Bernd Knut                         | 21.072 P             | Hamburger SVManfred Bock Gabriel Donath                                                      | 20.273 P              | TuS 04 LeverkusenErich Klamma Rudolf Hars Buchmüller                   | 20.231 P              |
| Waldlauf Mittelstrecke – 2,9 km             | Harald Norpoth (Preußen Münster)                                                    | 7:41,2 min00         | Jürgen Schmidt (Hamburger SV)                                                                | 7:42,4 min            | Karl Eyerkaufer (SV Schwalbe Hanau)                                    | 7:44,2 min            |
| Waldlauf Mittelstrecke, Mannschaftswertung  | Preußen MünsterHarald Norpoth Wolf-Jochen Schulte-Hillen Manfred Arntz              | 14 P (Plätze 1/6/7)  | Hamburger SVJürgen Schmidt Hans-Werner Wogatzky Erk Maasch                                   | 14 P (Plätze 2/4/8)   | Eichenkreuz NeureutWilfried Schmidt Bernd Seith Schwarz                | 53 P (Plätze 9/11/33) |
| Waldlauf Langstrecke – 10,1 km              | Manfred Letzerich (Eintracht Wiesbaden)                                             | 29:57,8 min00        | Gottfried Arnold (ASC Darmstadt)                                                             | 30:11,6 min           | Joachim Ließ (SV Polizei Hamburg)                                      | 30:14,4 min           |
| Waldlauf Langstrecke, Mannschaftswertung    | ASC DarmstadtGottfried Arnold Lutz Philipp Urs Lufft                                | 16 P (Plätze 2/4/10) | SV Polizei HamburgJoachim Ließ Wolfgang Fricke Karl-Heinz Paetow                             | 28 P (Plätze 3/12/13) | VfL WaiblingenHans Schweizer Helmut Kallenberger Fritz Hauser          | 46 P (Plätze 6/16/24) |

## Medaillengewinnerinnen Frauen
| Disziplin                     | Gold                                                                                              | Leistung             | Silber                                                                         | Leistung              | Bronze                                                          | Leistung               |
| ----------------------------- | ------------------------------------------------------------------------------------------------- | -------------------- | ------------------------------------------------------------------------------ | --------------------- | --------------------------------------------------------------- | ---------------------- |
| 100 m                         | Ingrid Becker (LG Geseke)                                                                         | 11,6 s00             | Rita Jahn (Alemannia Aachen)                                                   | 11,7 s00              | Renate Meyer geb. Rose (OSC Berlin)                             | 11,8 s00               |
| 200 m                         | Rita Jahn (Alemannia Aachen)                                                                      | 23,7 s00             | Jutta Stöck (OSC Berlin)                                                       | 23,9 s00              | Marianne Bollig geb. Krupp (LV Bad Godesberg)                   | 24,0 s00               |
| 400 m                         | Helga Henning (SV Polizei Hamburg)                                                                | 55,3 s00             | Christa Czekay geb. Elsler (Vater Jahn Peine)                                  | 56,2 s00              | Gisela Köpke (MSV Duisburg)                                     | 56,4 s00               |
| 800 m                         | Karin Kessler geb. Rettmeyer (LG Alstertal-Garstedt)                                              | 2:06,8 min           | Jutta von Haase (TSV Zehlendorf 88)                                            | 2:08,0 min            | Gerda Klöpfer (Regensburger Turnerschaft)                       | 2:08,7 min             |
| 1500 m                        | Gerda Klöpfer (Regensburger Turnerschaft)                                                         | 4:32,7 min           | Manuela Preuß (Düsseldorfer SC 99)                                             | 4:37,9 min            | Maria Strickling geb. Inderfurth (OSC Waldniel)                 | 4:41,8 min             |
| 80 m Hürden                   | Inge Schell (TSV 1860 München)                                                                    | 10,7 s00             | Heide Rosendahl (TuS 04 Leverkusen)                                            | 10,8 s00              | Heidi Schüller (ASV Köln)                                       | 11,0 s00               |
| 100 m Hürden                  | Walburga Waneck (TSV 1860 München)                                                                | 14,1 s00             | Leonore Koch (Hamburger SV)                                                    | 14,5 s00              | Marion Radmer (VfL Wolfsburg)                                   | 14,8 s00               |
| 4 × 100 m Staffel             | OSC BerlinRenate Meyer geb. Rose Jutta Stöck Gabriele Großekettler Hannelore Trabert geb. Swienty | 45,9 s00             | TuS 04 LeverkusenMertens Elisabeth Kamphues Gerlinde Beyrichen Heide Rosendahl | 46,3 s00              | TSV 1860 MünchenInge Schell Elke Hindemit Karen Mack Eva Weimar | 47,5 s00               |
| 3 × 800 m Staffel             | LG Alstertal-GarstedtIrmtraut Heer Antje Gleichfeld geb. Braasch Karin Kessler geb. Rettmeyer     | 6:51,0 min           | Düsseldorfer SC 99Manuela Preuß Elsberger Christa Kofferschläger               | 6:54,0 min            | Regensburger TurnerschaftHahn Watter Gerlinde Hefner            | 7:08,2 min             |
| Hochsprung                    | Charlotte Marx (USC Mainz)                                                                        | 1,71 m               | Brigitte Sprywald (VfL Bochum)                                                 | 1,69 m                | Christel Häuser geb. Drisch (TG Hanau)                          | 1,66 m                 |
| Weitsprung                    | Heide Rosendahl (TuS 04 Leverkusen)                                                               | 6,62 m               | Manon Bornholdt (SV Wahlstedt)                                                 | 6,51 m                | Heidi Schüller (ASV Köln)                                       | 6,06 m                 |
| Kugelstoßen                   | Marlene Fuchs geb. Klein (TSC Euskirchen)                                                         | 16,77 m              | Gertrud Schäfer (TuS 04 Leverkusen)                                            | 15,56 m               | Liesel Huber (TV Burghausen)                                    | 14,68 m                |
| Diskuswurf                    | Liesel Westermann (TuS 04 Leverkusen)                                                             | 62,50 m              | Brigitte Berendonk (USC Heidelberg)                                            | 53,76 m               | Anneliese Thieron (TuS 04 Leverkusen)                           | 50,60 m                |
| Speerwurf                     | Ameli Koloska geb. Isermeyer (USC Mainz)                                                          | 57,40 m              | Almut Brömmel (TSV 1860 München)                                               | 51,52 m               | Hannelore Menzel (SV Siemens Nürnberg)                          | 50,88 m                |
| Fünfkampf, 1955er Wertung     | Heide Rosendahl (TuS 04 Leverkusen)                                                               | 5040 P               | Ingrid Becker (LG Geseke)                                                      | 5015 P                | Brigitte Voß (SV St. Georg 1895 Hamburg)                        | 4596 P                 |
| Fünfkampf, Mannschaftswertung | TuS 04 LeverkusenHeide Rosendahl Christa Kamphausen Inge Geurtz                                   | 13.524 P             | LG Alstertal-GarstedtChristel Voß Antje Gleichfeld geb. Braasch Schumann       | 12.399 P              | Hamburger SVLeonore Koch geb. Tauer Dorit Breul Christa Herzog  | 12.270 P               |
| Waldlauf – 1,4 km             | Anita Rottmüller geb. Wörner (VTV Mundenheim)                                                     | 3:51,7 min           | Gerda Klöpfe (TV Erkheim)                                                      | 3:54,6 min            | Helga Henning (SV Polizei Hamburg)                              | 3:59,4 min             |
| Waldlauf, Mannschaftswertung  | Düsseldorfer SC 99Christa Kofferschläger Manuela Preuß Schumacher                                 | 27 P (Plätze 4/7/16) | VfL WolfsburgChrista Merten geb. Basche Mechthild Achtel Ingrid Adam           | 29 P (Plätze 8/10/11) | VfL SchorndorfMargit Brenzinger Renate Ellwanger Busch          | 75 P (Plätze 19/25/31) |

## Videolink
- Filmausschnitte u. a. von den Deutschen Leichtathletik-Meisterschaften auf filmothek.bundesarchiv.de, Bereich: 6:27 min bis 8:43 min, abgerufen am 5. April 2021